# Juno I

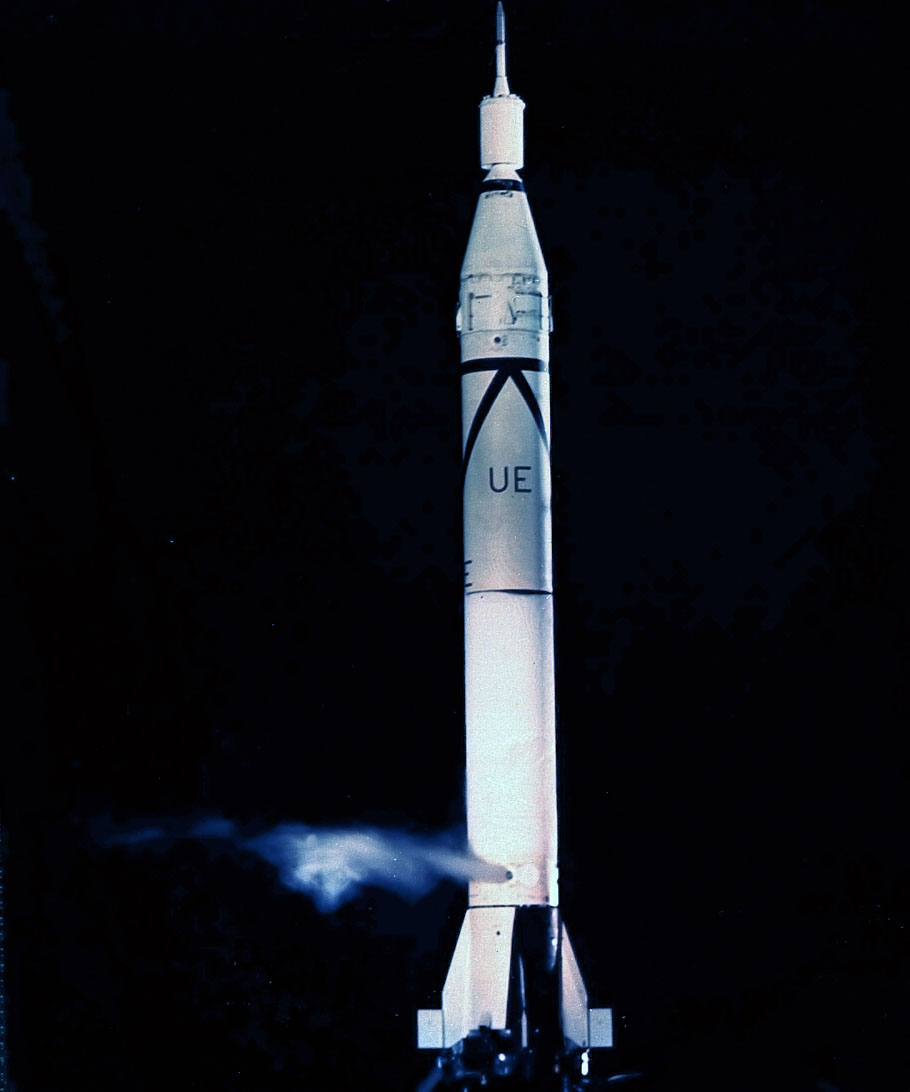
O foguete Juno I, logo antes do histórico lançamento do Explorer I em 31 de janeiro de 1958.

O Juno I, foi um foguete Norte americano, de quatro estágios. Fazia parte da família de foguetes Redstone, e foi o foguete responsável por colocar em órbita o primeiro satélite americano, o Explorer 1, em 1958. Ele foi derivado de um foguete de sondagem, o Jupiter-C, e apesar do nome, não deve ser confundido com o foguete Juno II, este derivado do míssil PGM-19 Jupiter.